# Andréi Oljovski
Andréi Stanislávovich Oljovski (Андре́й Станисла́вович Ольхо́вский), transcrito en inglés como Olhovskiy, (nacido el 15 de abril de 1966 en Moscú) es un extenista de Rusia, profesional desde 1989. Representó a su país en las Olimpiadas de verano de 1996 realizadas en Atlanta, Georgia, donde alcanzó los cuartos de final cayendo ante el argentino nacionalizado brasileño Fernando Meligeni. 
El jugador diestro obtuvo dos triunfos en torneos del circuito ATP (Copenhague, 1993 y Shanghái, 1996). Oljovski alcanzó su máxima posición del circuito de la ATP el 14 de junio de 1993, cuando se alcanzó el puesto N.º 49 del ranking.

## Finales de Grand Slam

### Finalista Dobles (1)
| Año  | Torneo        | Pareja      | Oponentes en la final    | Resultado         |
| 1992 | Roland Garros | David Adams | Jakob Hlasek Marc Rosset | 6-7(4) 7-6(3) 5-7 |

### Campeón Dobles Mixto (2)
| Año  | Torneo               | Pareja            | Oponentes en la final         | Resultado      |
| 1993 | Roland Garros        | Eugenia Maniokova | Elna Reinach Danie Visser     | 6-2 4-6 6-4    |
| 1994 | Abierto de Australia | Larisa Neiland    | Helena Suková Todd Woodbridge | 7-5 6-7(7) 6-2 |

## Títulos (22; 2+20)

### Individuales (2)
| Leyenda                |
| Grand Slam (0)         |
| Tennis Masters Cup (0) |
| ATP Masters Series (0) |
| ATP Tour (2)           |

| N.º | Fecha                | Torneo     | Superficie | Oponente en la final | Resultado   |
| --- | -------------------- | ---------- | ---------- | -------------------- | ----------- |
| 1.  | 7 de marzo de 1993   | Copenhague | Moqueta    | Nicklas Kulti        | 7-5 3-6 6-2 |
| 2.  | 4 de febrero de 1996 | Shanghái   | Moqueta    | Mark Knowles         | 7-65 6-2    |

### Finalista en individuales (2)
- 1994: Kuala Lumpur (pierde ante Jacco Eltingh)
- 1995: Copenhague (pierde ante Martin Sinner)

### Dobles (20)
| Leyenda                |
| Grand Slam (0)         |
| Tennis Masters Cup (0) |
| ATP Masters Series (1) |
| ATP Tour (19)          |

| N.º | Fecha | Torneo           | Superficie    | Pareja             | Oponentes en la final                   | Resultado       |
| --- | ----- | ---------------- | ------------- | ------------------ | --------------------------------------- | --------------- |
| 1.  | 1993  | Copenhague       | Moqueta       | David Adams        | Martin Damm Daniel Vacek                | 6-3, 3-6, 6-3   |
| 2.  | 1993  | Estoril          | Tierra batida | David Adams        | Menno Oosting Udo Riglewski             | 6-3, 7-5        |
| 3.  | 1993  | Schenectady      | Dura          | Bernd Karbacher    | Byron Black Brett Steven                | 2-6, 7-6, 6-1   |
| 4.  | 1994  | Stuttgart Indoor | Moqueta       | David Adams        | Grant Connell Patrick Galbraith         | 6-7, 6-4, 7-6   |
| 5.  | 1994  | Kitzbühel        | Tierra batida | David Adams        | Sergio Casal Emilio Sánchez             | 7-5, 7-6        |
| 6.  | 1995  | Yakarta          | Dura          | David Adams        | Ronald Agenor Shuzo Matsuoka            | 6-2, 6-4        |
| 7.  | 1995  | Marsella         | Moqueta       | David Adams        | Jean-Philippe Fleurian Rodolphe Gilbert | 6-1, 6-4        |
| 8.  | 1995  | Estoril          | Tierra batida | Yevgeny Kafelnikov | Marc-Kevin Goellner Diego Nargiso       | 5-7, 7-5, 6-2   |
| 9.  | 1995  | Montreal TMS     | Dura          | Yevgeny Kafelnikov | Brian MacPhie Sandon Stolle             | 6-4, 6-4        |
| 10. | 1996  | San Petersburgo  | Moqueta       | Yevgeny Kafelnikov | Nicklas Kulti Peter Nyborg              | 6-3, 6-4        |
| 11. | 1996  | Hong Kong        | Dura          | Patrick Galbraith  | Kent Kinnear Dave Randall               | 6-3, 6-7, 7-6   |
| 12. | 1996  | Pekín            | Moqueta       | Martin Damm        | Patrik Kühnen Gary Muller               | 6-4, 7-5        |
| 13. | 1996  | Moscú            | Moqueta       | Rick Leach         | Jiří Novák David Rikl                   | 4-6, 6-1, 6-2   |
| 14. | 1997  | Copenhague       | Moqueta       | Brett Steven       | Kenneth Carlsen Frederik Fetterlein     | 6-4, 6-2        |
| 15. | 1997  | San Petersburgo  | Moqueta       | Brett Steven       | David Prinosil Daniel Vacek             | 6-4, 6-3        |
| 16. | 1999  | Marsella         | Dura          | Max Mirnyi         | David Adams Pavel Vízner                | 7-5, 7-6        |
| 17. | 1999  | Copenhague       | Moqueta       | Max Mirnyi         | Marc-Kevin Goellner David Prinosil      | 6-7, 7-6, 6-1   |
| 18. | 1999  | Sankt Pölten     | Tierra batida | Andrew Florent     | Brent Haygarth Robbie Koenig            | 5-7, 6-4, 7-5   |
| 19. | 2002  | Milán            | Moqueta       | Karsten Braasch    | Julien Boutter Max Mirnyi               | 3-6, 7-6, 12-10 |
| 20. | 2002  | Estoril          | Tierra batida | Karsten Braasch    | Simon Aspelin Andrew Kratzmann          | 6-3, 6-3        |

### Finalista en dobles (torneos destacados)
- 1992: Roland Garros
- 1995: Masters de Hamburgo (junto a Byron Black pierden ante Wayne Ferreira y Yevgeny Kafelnikov